# Johan av Durazzo
Johan av Durazzo, född okänt år, död 1336, var en monark i den grekiska korsfararstaten furstendömet Achaea från 1322 till 1332. Han var son till Karl II av Neapel och far till Karl av Durazzo.